# Junior dos Santos
Júnior dos Santos Almeida, auch bekannt als Júnior Cigano (* 30. Januar 1984 in Caçador), ist ein brasilianischer Mixed-Martial-Arts-Kämpfer. Dos Santos kämpfte von 2008 bis 2021 in der Schwergewichts-Division der Ultimate Fighting Championship, wo er zu den Top-Kämpfern zählte und von November 2011 bis Dezember 2012 den Weltmeistertitel innehatte.

## Mixed-Martial-Arts Karriere
Dos Santos begann mit Brazilian Jiu-Jitsu unter Yuri Carlton, weil er fitter werden wollte. Nach einiger Zeit wurde er zu einem MMA-Training eingeladen, wo er seinen Boxtrainer Dorea traf und nach ungefähr einem Jahr sein Debüt gab.

### Frühe Karriere
Dos Santos wurde im Jahre 2006 im Alter von 21 zum Profi. Er kämpfte bei kleinen Veranstaltungen in Brasilien, wie Demo Fight, Extreme Fighting Championship, Minotauro Fights und Mo Team League. Er gewann 5 seiner ersten 7 Kämpfe, wobei er seine einzige Niederlage gegen Joaquim Ferreira erlitt, den er vorher schon einmal besiegt hatte.

### Ultimate Fighting Championship (2008–Heute)
Dos Santos debütierte für UFC bei UFC 90. Als Außenseiter angesehen schlug dos Santos den Top-Herausforderer Fabrício Werdum in der ersten Runde mit einem starken Uppercut K.O.
Dos Santos kehrte bei UFC 95 zurück und kämpfte gegen den Neuling Stefan Struve und schlug ihn in der ersten Runde durch TKO.
Dos Santos setzte seine Siegesserie fort und besiegte Mirko Filipović bei UFC 103. Während der dritten Runde dominierte Dos Santos Filipović im Clinch mit Knien und Schlägen. Nachdem Cro Cop im Clinch innerhalb kurzer Zeit zuerst ein Knie und dann einen Uppercut einstecken musste, lief ihm Blut ins Auge. Dadurch wurde seine Sicht eingeschränkt und er musste den Kampf aufgeben.
Dos Santos sollte gegen Gabriel Gonzaga bei UFC 108 kämpfen. Aufgrund einer Staphylokokkeninfektion sagte Gonzaga den Kampf ab. Stattdessen kämpfte Dos Santos gegen Gilbert Yvel und gewann den Kampf durch TKO in der ersten Runde, somit holte er den vierten Sieg in Folge in der UFC.
Am 21. März 2010 besiegte Dos Santos Gabriel Gonzaga bei UFC Live: Vera vs. Jones durch Knockout in der ersten Runde.

#### Heavyweight Titel Herausforderer
Dos Santos kämpfte gegen Roy Nelson am 7. August 2010 bei UFC 117. Während des Kampfes nutzte Dos Santos eine Auswahl an Schlägen und zum ersten Mal einen gelungenen Takedown. Trotz Dos Santos hervorragender Schlagtechnik, war Nelson in der Lage durchzuhalten und somit gewann Dos Santos nach Punkten (30–26, 30–27, 30–27).
Am 11. Januar 2011 wurde enthüllt, dass Dos Santos einer der Trainer bei The Ultimate Fighter Season 13 wird, ihm gegenüberstehend Brock Lesnar. Sie sollten am 11. Juni 2011 gegeneinander antreten bei UFC 131, jedoch fiel Lesnar aufgrund einer Krankheit aus und wurde durch Shane Carwin ersetzt. Dos Santos dominierte Carwin und besiegte ihn nach Punkten, wobei er hauptsächlich auf seine Boxtechnik setzte, jedoch mit einigen Tritten und zwei erfolgreichen Takedowns in der dritten Runde etwas Abwechslung zeigte.

#### UFC Heavyweight Champion
Dos Santos kämpfte gegen Cain Velasquez bei UFC on Fox 1 um den UFC Heavyweight Titel am 12. November 2011. Dos Santos besiegte Velasquez nach 1 Minute und 4 Sekunden in der ersten Runde durch K.O. und wurde damit UFC Heavyweight Champion. Der Kampf bekam die Auszeichnung Knockout of the Night. Nach dem Kampf wurde enthüllt, dass er einen Meniskusriss im Knie hatte, welcher in näherer Zukunft operiert wird.
Dos Santos sollte seinen UFC Heavyweight Titel ursprünglich gegen Alistair Overeem bei UFC 146 verteidigen. Der Kampf war für den 26. Mai 2012 angesetzt. Da im März 2012 bei einem Drogentest bei Overeem überhöhte Testosteronwerte festgestellt wurden, wurde dieser kurzfristig durch Frank Mir ersetzt. Wieder dominierte Dos Santos durch sein starkes Boxen und knockte Frank Mir in der zweiten Runde aus. Am 29. Dezember 2012 kam es bei UFC 155 zum Rückkampf gegen Cain Velasquez. Der US-Amerikaner dominierte Dos Santos über fünf Runden nahezu nach Belieben und holte sich damit den Weltmeistergürtel der Schwergewichtsklasse zurück.

#### Nach dem Schwergewichtstitel
Nach einem spektakulären Sieg gegen Mark Hunt trat Dos Santos am 19. Oktober 2013 zum dritten Mal gegen Cain Velasquez an. Wie schon in ihrem zweiten Kampf dominierte Velasquez das Geschehen vor allem dank seiner starken Ringer-Fähigkeiten, ein völlig zermürbter Dos Santos ging in der fünften Runde TKO. Am 13. Dezember 2014 gelang ihm in einem harten Kampf gegen Stipe Miocic ein Punktsieg. Am 19. Dezember 2015 kam es zum lang ersehnten Duell mit Alistair Overeem, welches Dos Santos jedoch durch KO verlor. Am 10. April 2016 besiegte Dos Santos Ben Rothwell deutlich nach Punkten, woraufhin er erneut um den Schwergewichtstitel kämpfen durfte. Er unterlag dabei Stipe Miocic bei UFC 211 am 13. Mai 2017 jedoch bereits in der ersten Runde durch Knockout.
Am 9. September 2017 sollte Dos Santos bei  UFC 215 gegen Francis Ngannou antreten, wurde jedoch am 18. August 2018 aufgrund eines möglichen Doping-Vergehens von der United States Anti-Doping Agency (USADA) für den Kampf gesperrt. Am 24. April 2018 wurde Dos Santos offiziell von dem Verdacht der bewussten Einnahme leistungssteigernder Substanzen von der USADA freigesprochen.
Am 14. Juli 2018 kehrte Dos Santos wieder zur UFC zurück und besiegte in seinem Comeback bei UFC Fight Night 138 den Bulgaren Blagoy Ivanov nach Punkten. Es folgten T.K.O.-Siege über Tai Tuivasa und Derrick Lewis, womit sich Dos Santos wieder der Spitze der Division annäherte. Ab Juni 2019 folgte jedoch eine schwarze Serie mit vier T.K.O.-Niederlagen in Folge gegen Francis Ngannou, Curtis Blaydes, Jairzinho Rozenstruik und Ciryl Gane. Als Konsequenz daraus erfolgte die Entlassung aus der UFC am 3. März 2021.

## Kampfstatistik
| Ergebnis   | Profi-Rekord | Gegner                                 | Datum              | Veranstaltung                                | Methode                        | Runde | Zeit |
| ---------- | ------------ | -------------------------------------- | ------------------ | -------------------------------------------- | ------------------------------ | ----- | ---- |
| Sieg       | 1-0          | Jailson „Mestre Cabo Jai“ Silva Santos | 16. Juli 2006      | DF: Demo Fight 1                             | KO (Soccer Kick)               | 1     | 2:58 |
| Sieg       | 2-0          | Eduardo „Morpheus“ Maiorino            | 9. Dezember 2006   | MF: Minotauro Fights 5                       | Aufgabe (Guillotine Choke)     | 1     | 0:50 |
| Sieg       | 3-0          | Edson „Paredao“ Ramos                  | 29. August 2007    | XFC: Brazil                                  | TKO (Arztstop)                 | 1     | 8:46 |
| Sieg       | 4-0          | Joaquim „Mamute “Ferreira              | 29. August 2007    | XFC: Brazil                                  | TKO (Aufgabe)                  | 1     | 5:29 |
| Sieg       | 5-0          | Jair „Sorriso“ Goncalves               | 29. September 2007 | MTL: Mo Team League 2                        | TKO (Aufgabe)                  | 1     | 2:52 |
| Niederlage | 5-1          | Joaquim „Mamute “Ferreira              | 26. November 2005  | MTL: Final                                   | TKO (Schläge)                  | 1     | 1:13 |
| Sieg       | 6-1          | Geronimo „Mondragon“ Dos Santos        | 24. Mai 2008       | DF: Demo Fight 3                             | TKO (Arztstop)                 | 1     | 0:44 |
| Sieg       | 7-1          | Fabrício „Vai Cavalo“ Werdum           | 24. Mai 2008       | UFC 90 - Silva vs. Cote                      | KO (Schläge)                   | 1     | 1:21 |
| Sieg       | 8-1          | Stefan „Skyscraper“ Struve             | 21. Februar 2009   | UFC 95 - Sanchez vs. Stevenson               | TKO (Schläge)                  | 1     | 0:54 |
| Sieg       | 9-1          | Mirko „Cro Cop“ Filipović              | 19. September 2009 | UFC 103 - Franklin vs. Belfort               | TKO (Augenverletzung)          | 3     | 2:00 |
| Sieg       | 10-1         | „The Hurricane“ Gilbert Yvel           | 2. Januar 2010     | UFC 108 - Evans vs. Silva                    | TKO (Schläge)                  | 1     | 2:07 |
| Sieg       | 11-1         | Gabriel „Napao“ Gonzaga                | 21. März 2010      | UFC Live 1 - Vera vs. Jones                  | KO (Schläge)                   | 1     | 3:53 |
| Sieg       | 12-1         | Roy „Big Country“ Nelson               | 7. August 2010     | UFC 117 - Silva vs. Sonnen                   | Punktentscheidung (einstimmig) | 3     | 5:00 |
| Sieg       | 13-1         | Shane Carwin                           | 1. Juni 2011       | UFC 131 - Dos Santos vs. Carwin              | Punktentscheidung (einstimmig) | 3     | 5:00 |
| Sieg       | 14-1         | Cain Velasquez                         | 12. November 2011  | UFC on Fox 1 - Velasquez vs. Dos Santos      | KO (Schläge)                   | 1     | 1:04 |
| Sieg       | 15-1         | Frank Mir                              | 26. Mai 2012       | UFC 146 - Dos Santos vs. Mir                 | TKO (Schläge)                  | 2     | 3:04 |
| Niederlage | 15-2         | Cain Velasquez                         | 29. Dezember 2012  | UFC 155 - Dos Santos vs. Velasquez 2         | Punktentscheidung (einstimmig) | 5     | 5:00 |
| Sieg       | 16-2         | „The Super Samoan“ Mark Hunt           | 25. Mai 2013       | UFC 160 - Velasquez vs. Bigfoot 2            | KO (Spinning Hook Kick)        | 3     | 4:18 |
| Niederlage | 16-3         | Cain Velasquez                         | 19. Oktober 2013   | UFC 155 - Velasquez vs. Dos Santos 3         | TKO (Schläge)                  | 5     | 3:09 |
| Sieg       | 17-3         | Stipe Miocic                           | 13. Dezember 2014  | UFC on Fox 17 - Dos Anjos vs. Cerrone 2      | Punktentscheidung (einstimmig) | 5     | 5:00 |
| Niederlage | 17-4         | „The Demolition Man“ Alistair Overeem  | 19. Dezember 2015  | UFC 155 - Velasquez vs. Dos Santos 3         | TKO (Schläge)                  | 2     | 0:21 |
| Sieg       | 18-4         | Ben Rothwell                           | 10. April 2016     | UFC Fight Night 86 - Rothwell vs. Dos Santos | Punktentscheidung (einstimmig) | 5     | 5:00 |
| Niederlage | 18-5         | Stipe Miocic                           | 13. Mai 2017       | UFC 211 - Miocic vs. Dos Santos 2            | TKO (Schläge)                  | 1     | 2:22 |
| Sieg       | 19-5         | Blagoy „Baga“ Ivanov                   | 14. Juli 2018      | UFC Fight Night 133 - Dos Santos vs. Ivanov  | Punktentscheidung (einstimmig) | 5     | 5:00 |
| Sieg       | 20-5         | Tai Tuivasa                            | 2. Dezember 2018   | UFC UFC Fight Night - Dos Santos vs. Tuivasa | TKO (Schläge)                  | 2     | 2:30 |
| Sieg       | 21-5         | Derrick Lewis                          | 9. März 2019       | UFC UFC Fight Night - Lewis vs. Dos Santos   | TKO (Schläge)                  | 2     | 1:58 |
| Niederlage | 21-6         | Francis Ngannou                        | 29. Juni 2019      | UFC UFC on ESPN: Ngannou vs. Dos Santos      | TKO (Schläge)                  | 1     | 1:11 |
| Niederlage | 21-7         | Curtis Blaydes                         | 25. Januar 2020    | UFC UFC Fight Night: Blaydes vs. Dos Santos  | TKO (Schläge)                  | 2     | 1:06 |
| Niederlage | 21-8         | Jairzinho Rozenstruik                  | 15. August 2020    | UFC UFC 252                                  | TKO (Schläge)                  | 2     | 3:47 |
| Niederlage | 21-9         | Ciryl Gane                             | 12. Dezember 2020  | UFC UFC 256                                  | TKO (Ellenbogen)               | 2     | 2:34 |